# Zorge (Walkenried)
Zorge [t͡sɔɐˌɡə] ist ein Ortsteil der Gemeinde Walkenried im Harz im Landkreis Göttingen in Niedersachsen (Deutschland).
Der staatlich anerkannte Luftkurort erstreckt sich auf 2,21 km² Fläche und hat etwa 1.000 Einwohner.

## Geographische Lage
Zorge befindet sich im Südharz im Naturpark Harz am Fluss Zorge und verläuft als langgestrecktes Straßendorf parallel zum etwa 3 km (Luftlinie) westlich gelegenen Ort Wieda. In bewaldeter Umgebung liegt es westlich der Berge Großer Staufenberg (ca. 554 m ü. NN) und Hoheharz (ca. 584 m) und östlich der Berge Jagdkopf (603,1 m) und Eichenberg (495,1 m). Östlich und südöstlich des Dorfes verläuft die Grenze zu Thüringen.

## Geschichte
Zorge wurde im Jahre 1249 erstmals urkundlich erwähnt und zwar als „Szurgenge“. In diesem Jahr ließen hier Mönche aus dem nahen Kloster Walkenried eine Erzhütte errichten. 1540 wurde Erz in Eisen- und Kupferhütten verarbeitet, das Erz wurde zum Teil im Tagebau gewonnen. Es folgten eine Mittel- und Unterhütte, Handelsmühlen, Sägemühlen und Gaststätten.
Das Stiftsamt Walkenried und somit Zorge fällt 1593 nach dem Tode des letzten Hohnsteiner Grafen ohne Nachkommen an das Herzogtum Braunschweig-Lüneburg.
Wieder beginnt eine wechselvolle Zeit. Der Braunschweiger Herzog verpfändet 1673–1693 das Stiftsamt Walkenried an den Regenten von Sachsen-Gotha, der seinen eigenen Beamten einsetzte, was sich dann für den Ort Zorge positiv auswirkte. Der Hütteninspektor Zacharias Koch blieb auch nach der Rückgabe an Braunschweig für immer im Ort. Er wirkte segensreich für die Zorger Bergleute und Hüttenarbeiter. Zudem förderte er 1702 den ersten Kirchenbau aus Holz.
Der Buchhändler Eduard Vieweg aus Braunschweig ließ in der Herzoglichen Eisenhütte Zorge von 1824 bis ca. 1850 75 Druckerpressen vom Typ „Columbia-Presse“ fertigen. In der Maschinenfabrik Zorge wurden um 1842 sechs Lokomotiven gebaut, die erste erhielt den Namen Zorge. Von Ellrich nach Zorge wurde 1907 eine 7,5 km lange Kleinbahnstrecke (Bahnstrecke Ellrich–Zorge) gebaut, die auf Grund der Grenzziehung am 7. April 1945 zum letzten Mal befahren wurde.
Der Bergbau wurde 1890 eingestellt und der Hochofen am Reihersberg 1896 ausgeblasen, die Fabrik bis 1912 aus dem Ortskern nach Unterzorge verlegt.
Nach der Verlagerung der Betriebe begann in Zorge der Kurbetrieb. Ab 1920 kamen immer mehr Urlauber und Tagesgäste in den Ort zum Wandern und Erholen. Anfang der 1950er Jahre entstanden viele Pensionen, Hotels und Ferienwohnungen.
2025 ist auf dem alten Betriebsgelände der Firma Schmidt-Kranz & Co. der Elsparc Ferienpark mit 18 modularen Ferienhäusern gebaut worden. Die 30 bis 54 Quadratmeter großen Tiny-Häuser wurden in einem Stück inklusive Einrichtung angeliefert. Die Häuser verfügen über Luft-Wasser-Wärmepumpen sowie Photovoltaik-Anlagen auf dem Dach.
Die Betreiberfirma Elswhere investierte 3,3 Millionen Euro in das Vorhaben – ergänst durch Fördermittel in Höhe von 690.000 Euro.
Die Eisengießerei in Zorge gibt es heute noch, die Rohstoffe werden aber nicht wie einst aus den umliegenden Bergen gefördert, sondern über Speditionen aus aller Welt geliefert. Die Bergbau- und Hüttenromantik spürt man nur noch im Zorger Heimatmuseum.
Zur Entwicklung des Postwesens in Walkenried siehe: Postroute Braunschweig–Blankenburg.
Eingemeindungen
Zum 1. November 2016 wurden auf Beschluss des Niedersächsischen Landtages die bisherigen Gemeinden Walkenried, Wieda und Zorge zu einer neuen Gemeinde Walkenried zusammengefasst.

## Politik

### Ortsrat
Der Ortsrat von Zorge setzt sich aus fünf Ratsherren und Ratsfrauen folgender Parteien und erlangten Sitzen zusammen (Stand: 2021):
| Kommunalwahl       | Wählergruppen | SPD | CDU | Gesamt   |
| 12. September 2021 | 1             | 2   | 2   | 05 Sitze |
| 11. September 2016 | 3             | 1   | 1   | 05 Sitze |
| 11. September 2011 | 7             | 2   | 1   | 10 Sitze |

### Ortsbürgermeister
Der Ortsbürgermeister von Zorge ist Martin Neulen (CDU). Er folgte im Jahr 2021 auf Hans-Joachim Bothe (CDU), der 2020 gewählt worden war.

### Wappen
Der Entwurf des Wappens von Zorge stammt von dem Heraldiker und Wappenmaler Gustav Völker, der auch die Wappen von Großburgwedel, Mellendorf, Wunstorf und vielen anderen Ortschaften in der Region Hannover entworfen hat. Der Zorger Rat beschloss das Wappen am 26. Januar 1955 und nochmals am 5. März 1957 mit Genehmigung des Niedersächsischen Ministers des Innern, nachdem es zu Unstimmigkeiten wegen des Wunsches von Zorge gekommen war, das Ross von Braunschweig im Wappen führen zu dürfen.
| Wappen von Zorge | Blasonierung: „Unter einem in zwei Reihen rot-silbern geschachten Schildhaupt springt in Blau ein silbernes Ross auf einem grünen Dreiberg, belegt mit goldenen Berghämmern, einher.“ |
| Wappen von Zorge | Wappenbegründung: Das Schildhaupt mit dem Schachmuster ist das Wappenbild der Grafschaft Hohnstein, zu der Zorge gehörte, bis es braunschweigisch wurde. Schlägel und Eisen erinnern daran, dass hier früher Kupfer und Eisen abgebaut wurden. Eisen wurde sogar noch bis ins Jahr 1896 abgetragen. Der Dreiberg symbolisiert den Harz, zu dem Zorge gehört. Der Ort wurde am 1. Juli 1972 in den Kreis Osterode eingegliedert. |

## Verkehr

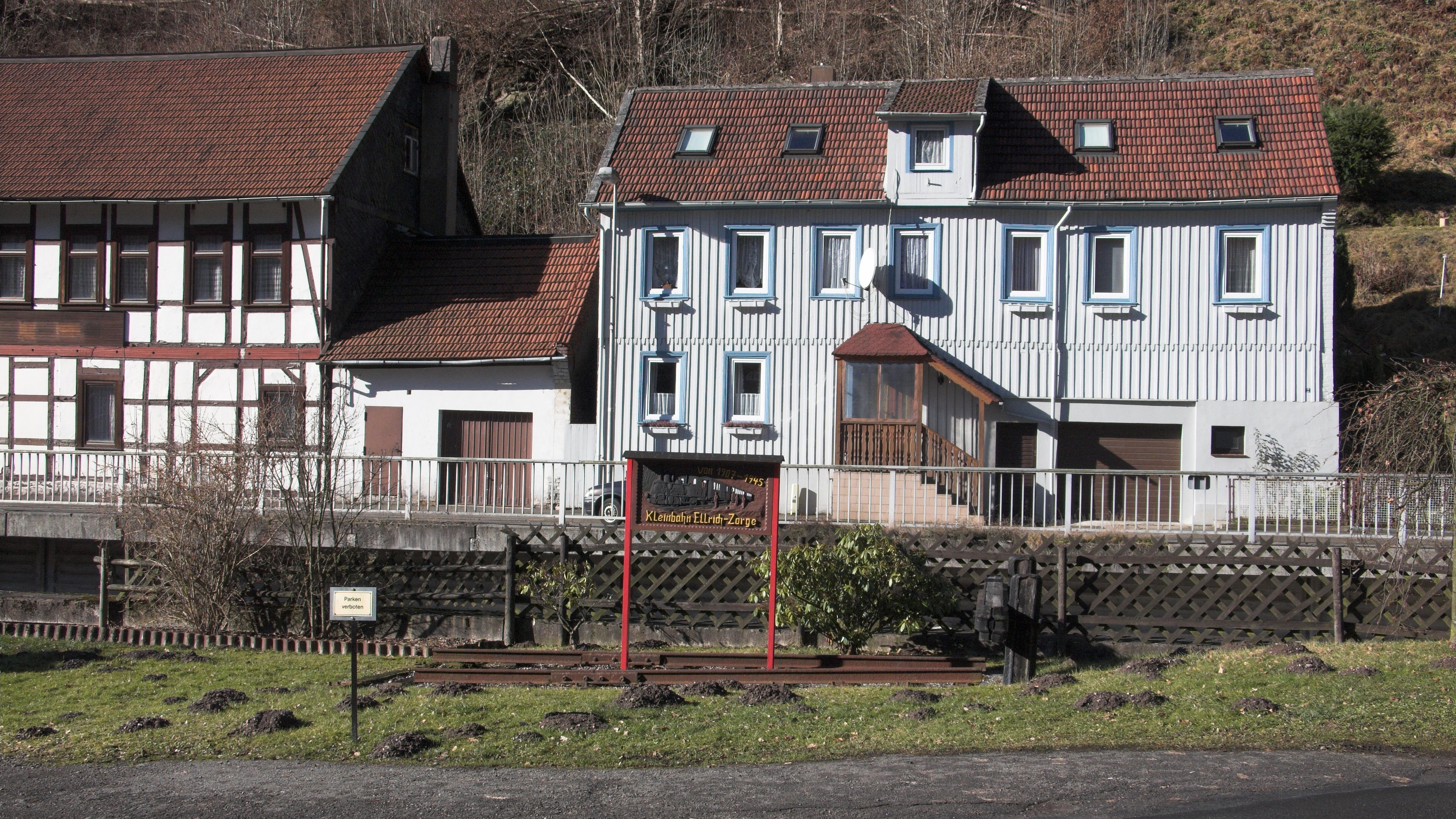
Denkmal der Kleinbahn in Zorge

Bis 1945 war Zorge mit der Kleinbahn-AG Ellrich–Zorge an die Umgebung angebunden. Allerdings durchschnitt die Zonengrenze die kurze Kleinbahn, sodass sie 1945 stillgelegt wurde. Nach der deutschen Wiedervereinigung 1990 wurde versucht, die Trasse für eine Museumsbahn zu nutzen.
Zorge ist über die Buslinie 470 (Bad Sachsa – Walkenried – Zorge – Hohegeiß – Braunlage) an den öffentlichen Nahverkehr angebunden, die vom Unternehmen Hahne-Reisen betrieben wird und täglich verkehrt.

## Kultur und Sehenswürdigkeiten

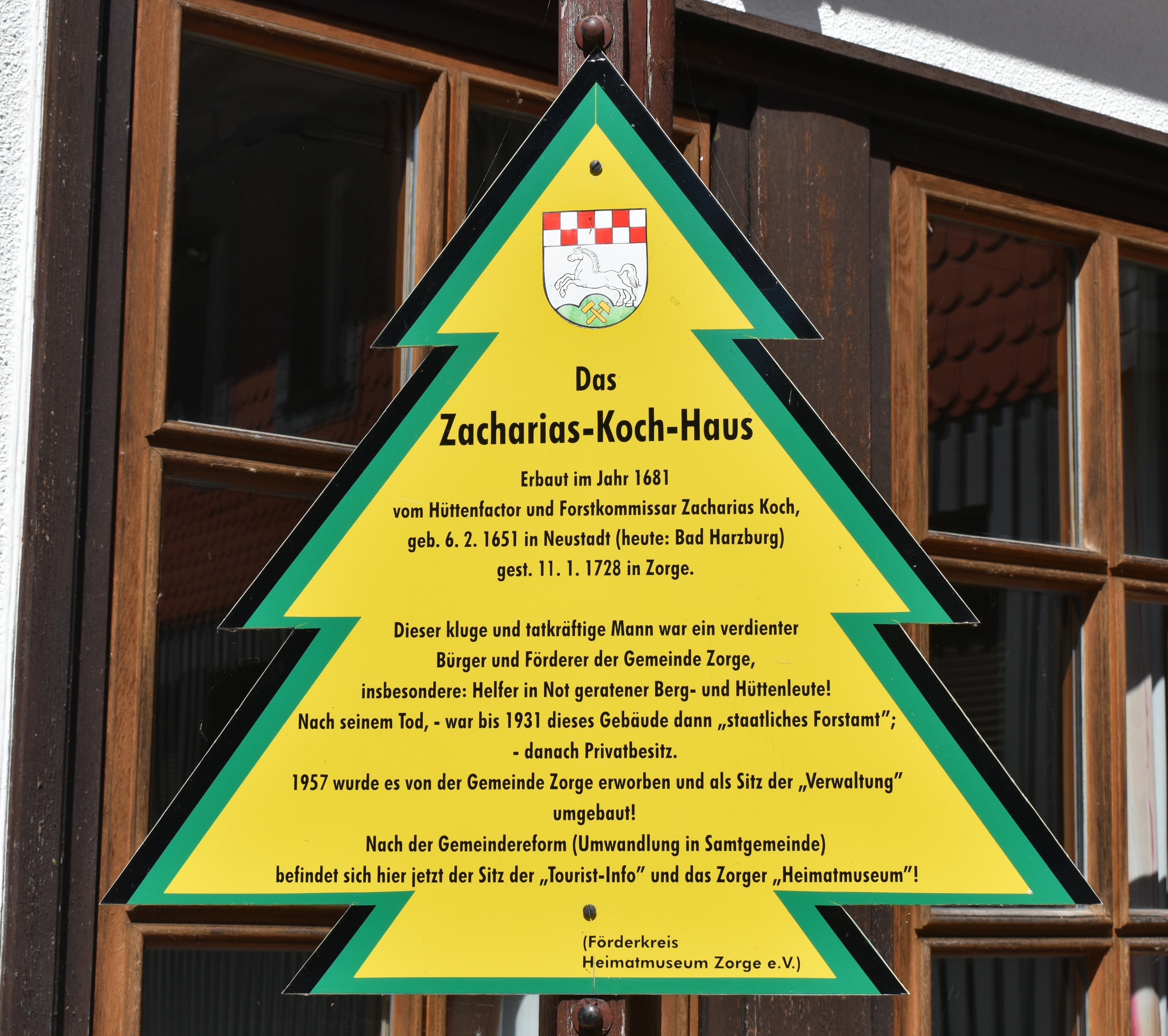
Dennert-Tanne Zacharias-Koch-Haus

### Bauwerke
- Evangelische St.-Bartholomäus-Kirche
- Säulenhaus, ehemaliges Magazin der Zorger Hütte
- Zacharias-Koch-Haus, heute Heimatmuseum
- Zorger Glockenturm

### Museen
- Heimatmuseum Zorge (z. Zt. wg. Renovierung geschlossen)

### Grünflächen und Naherholung

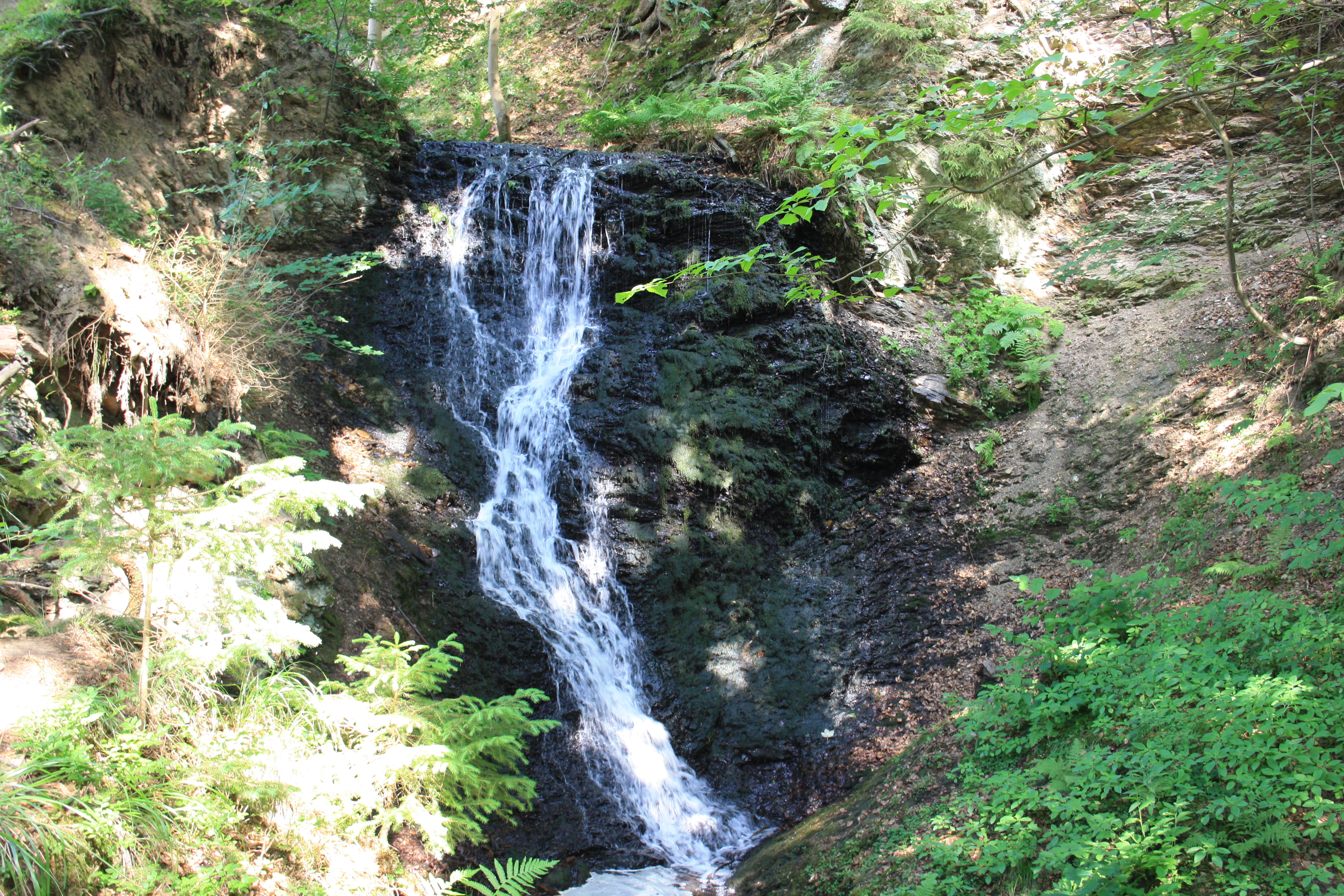
Steinbach-Wasserfall am Neuen Teich

- Harzer Grenzweg – 75 Kilometer langer Wanderweg entlang der ehemaligen innerdeutschen Grenze
- Steinbach-Wasserfall unterhalb des Neuen Teichs (→ siehe auch: Liste der Wasserfälle in Deutschland)[13]
- PARK im Steigertal oberhalb des historischen Zacharias-Koch-Hauses (1681)
- Etappe des Harzer Baudensteig[14]
- Stempelstellen des Harzer Tourismusverbands
- „Pferdchen“ (Stempel- und Aussichtspunkt)
- Waldschwimmbad Zorge[15]

### Sonstiges
- The Hercynian Distilling Co. / Hammerschmiede – Hersteller des Harzer Single-Malt-Whisky
- Harzclub Zweigverein Zorge[16]
- Schützengesellschaft Zorge[17]

### Bildergalerie

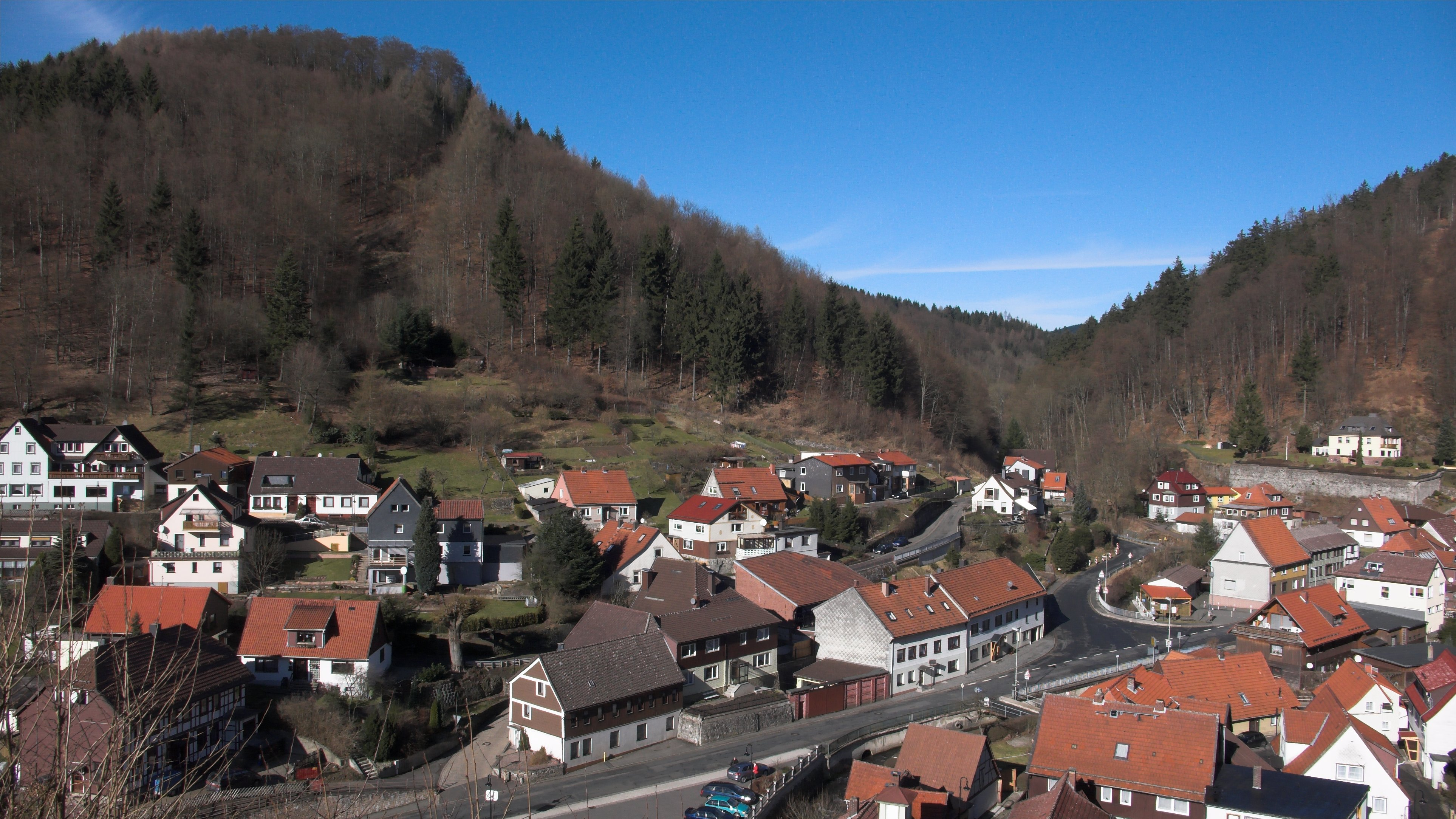
Blick auf Zorge vom Glockenturm
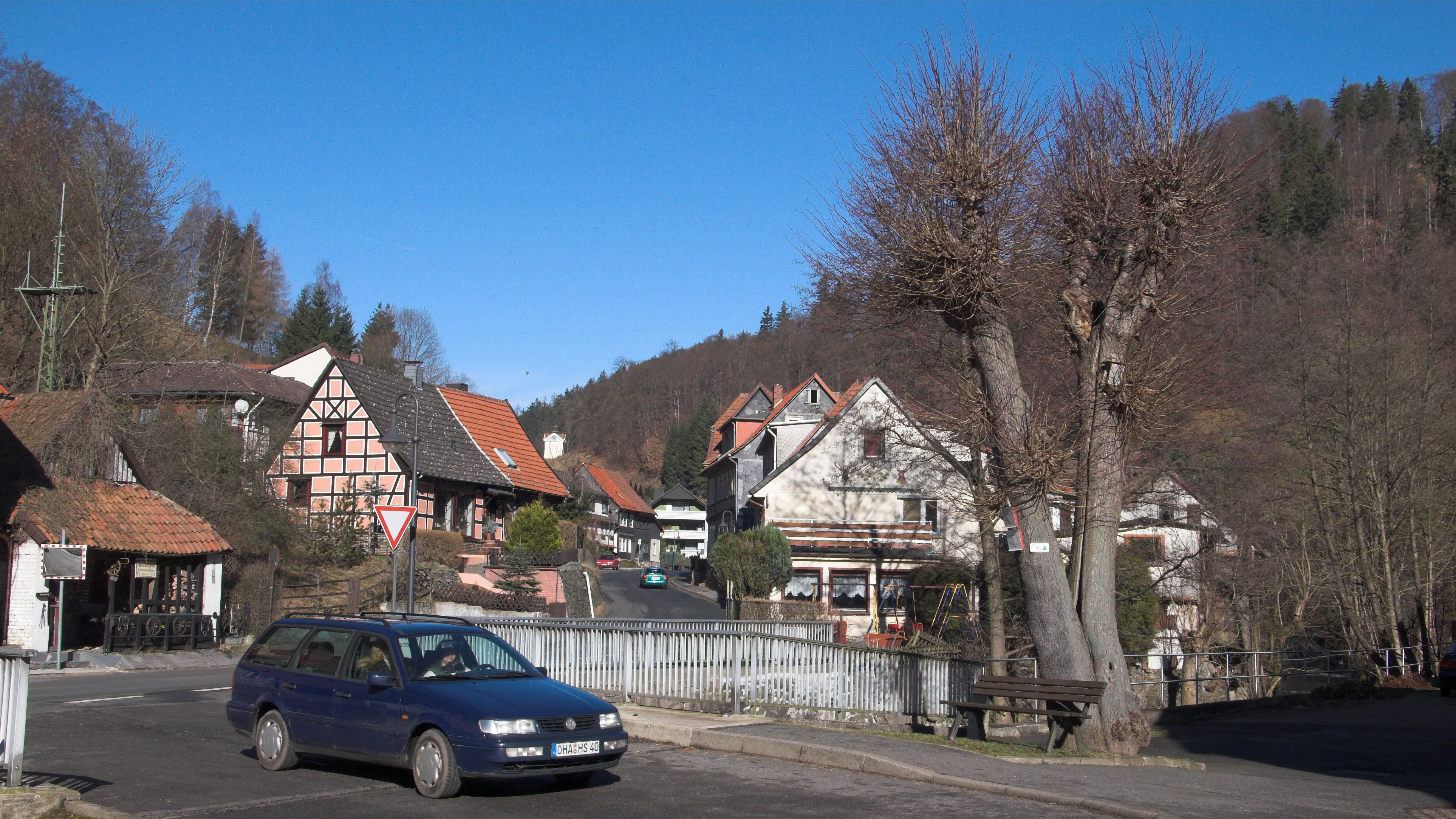
Ortszentrum
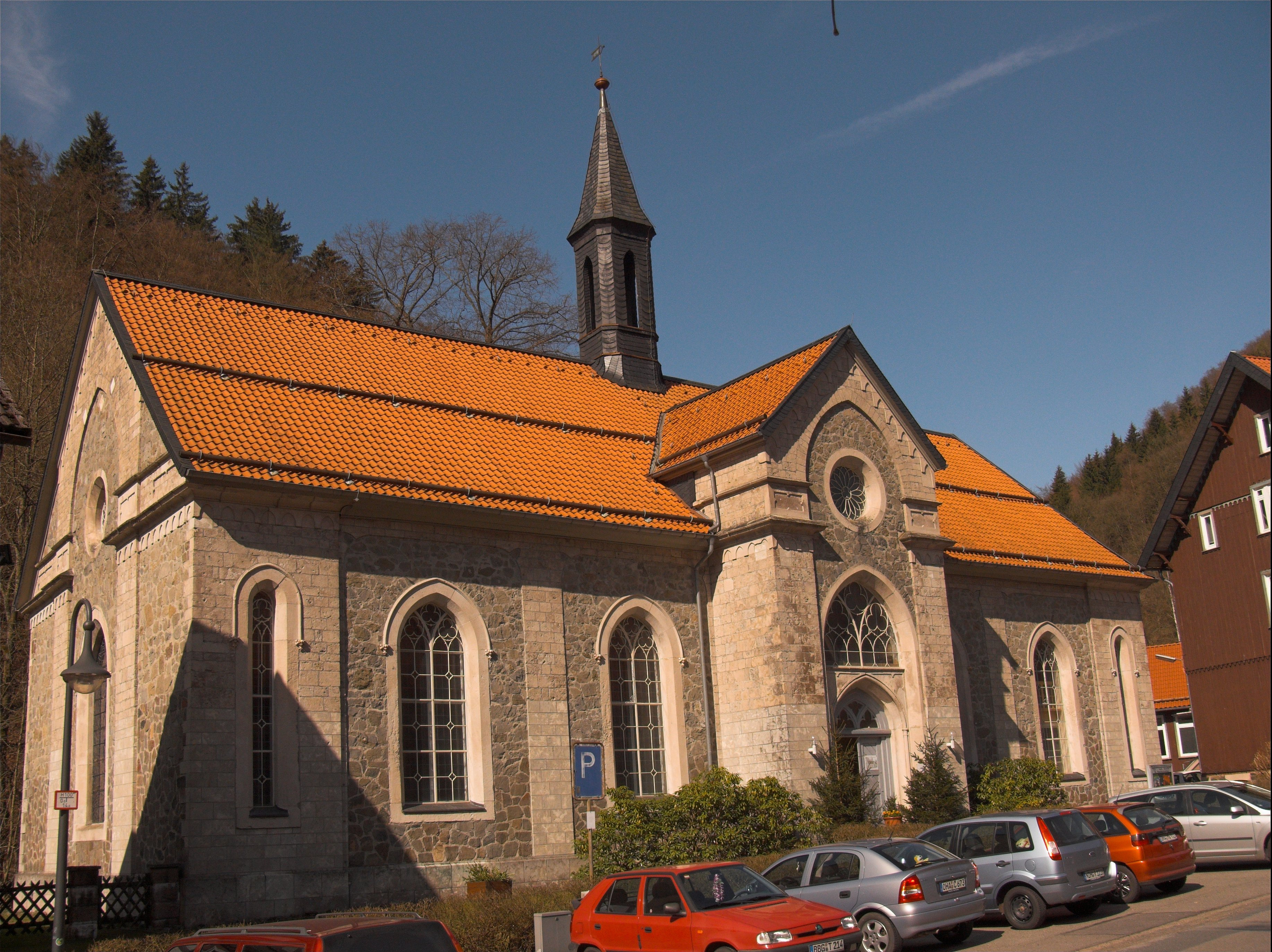
Evangelische St.-Bartholomäus-Kirche
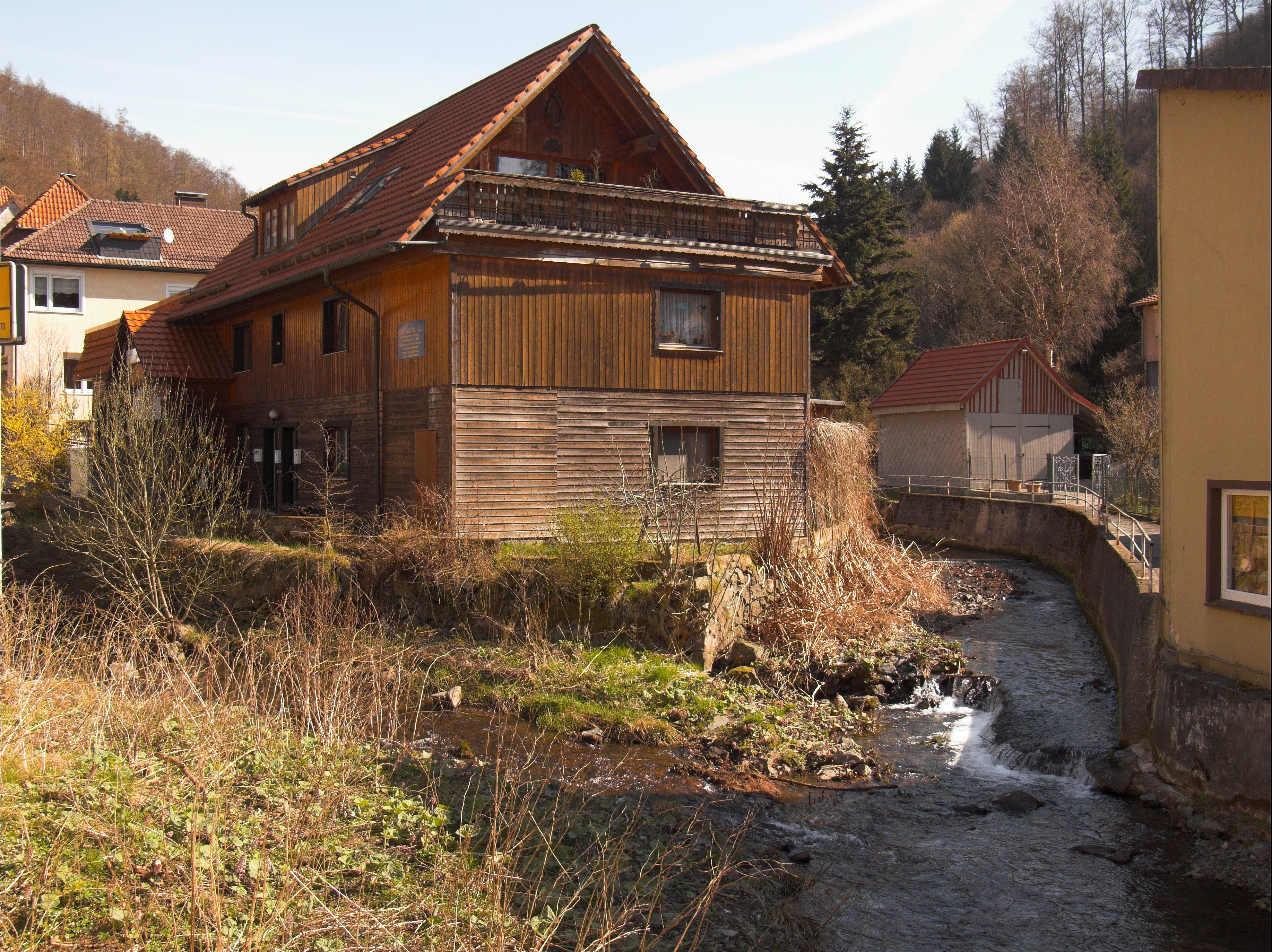
Zusammenfluss des Sprakelbachs (links) und des Wolfsbachs (rechts) zur Zorge
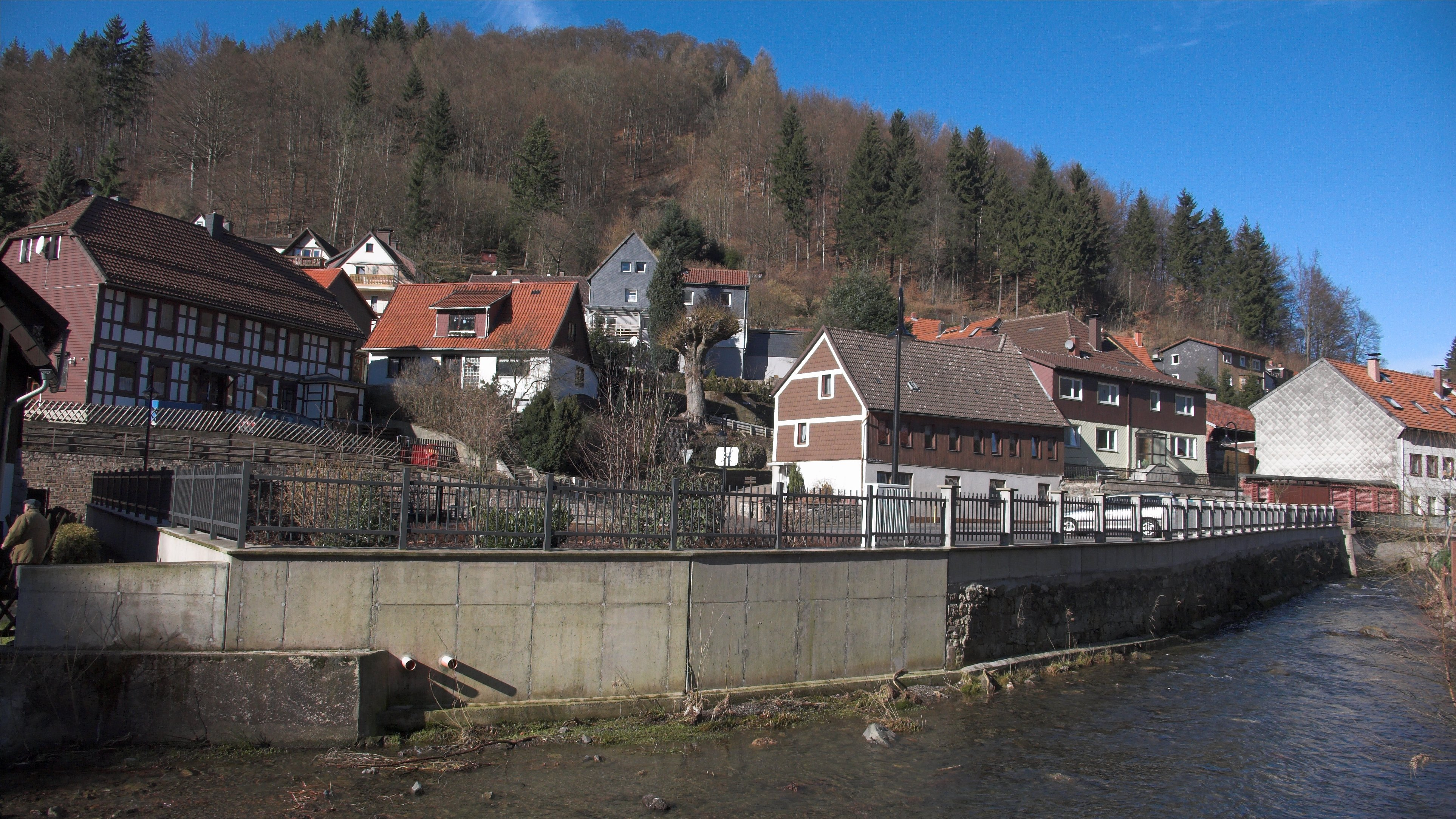
Der Fluss Zorge im gleichnamigen Ort
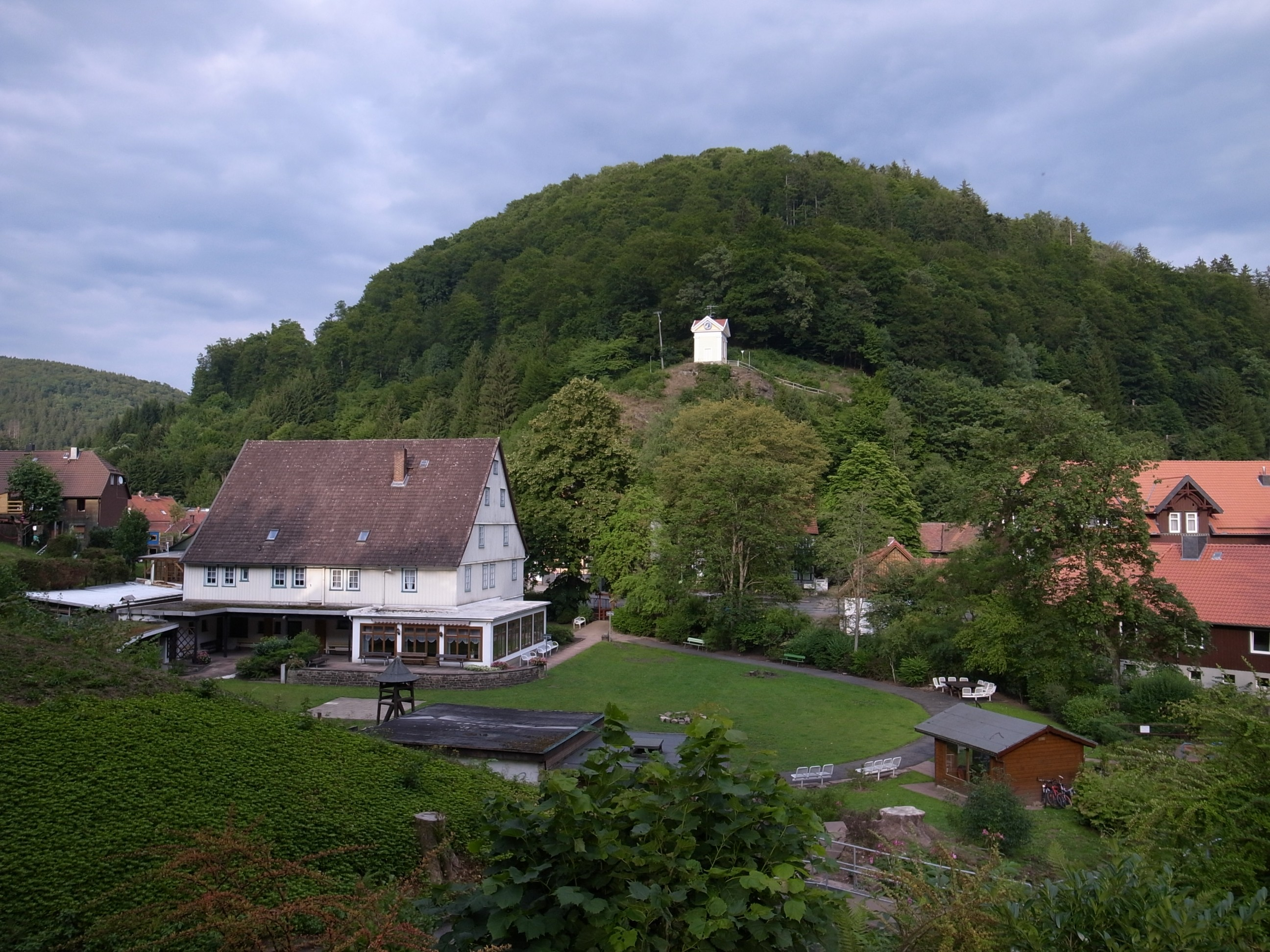
Heimatmuseum und Glockenturm

## Persönlichkeiten

### Söhne und Töchter des Ortes
- Bernhard Friedrich von Wackerhagen (1694–1747), anhalt-dessauischer Oberforstmeister und Rittergutsbesitzer
- Carl Friedrich Alexander Hartmann (1796–1863), Mineraloge und Metallurg
- Heinrich Gebhardt (1848–1916), Architekt
- Werner Kaufmann (1924–2013), Internist und Hochschullehrer

### Personen, die vor Ort gewirkt haben
- Zacharias Koch (1651–1728), Hütteninspektor und Forstkommissar in Zorge